# Мансо, Венсан
Венсан Мансо (фр. Vincent Manceau; род. 10 июля 1989, Анже, метрополия Франции) — французский футболист, защитник клуба «Генгам».

## Биография
Мансо — воспитанник клуба «Анже» из своего родного города. 15 августа 2008 года в матче против «Седана» он дебютировал в Лиге 2. 5 февраля 2013 года в поединке против «Генгама» Венсан забил свой первый гол за «Анже». В 2015 году Мансо помог выйти клубу в элиту. 8 августа в матче против «Монпелье» он дебютировал в Лиге 1. В 2017 году Венсан помог команде выйти в финал Кубка Франции. Летом 2022 года он покинул команду, проведя в общей сложности 27 лет в структуре клуба.